# Mănăstirea Adămești
Mănăstirea Adămești se află pe teritoriul localității Nanov, la ieșirea din comună de pe Drumul european E70 spre Roșiori de Vede. Mănăstirea se găsește la 6 kilometri de Alexandria. Aparține de Episcopia Alexandriei și Teleormanului.
Mănăstirea a fost fondată în 1991 ca mănăstire cu obște de măici și a funcționat așa 5 ani până la închiderea sa. Din 2002, cu binecuvântarea arhierească a PS Galaction Stângă, a devenit mănăstirea cu obște de călugări. Hramul mănăstirii este Nașterea Maicii Domnului.
Între 1991 și 2002 mănăstirea a fost doar la stadiul de fundație și a existat o bisericuță mică de lemn. Apoi s-a ridicat o mănăstire de 20 de metri lungime și 23 de metri înălțime la turla cea mare din centru. Biserica este unită cu corpul de chilii, într-un stil arhitectonic athonit. În biserică s-a montat un iconostas de 6 metri înălțime, din lemn de tei cu diferite ornamente și reliefuri. Între 2014 și 2020 a fost realizată pictura în stil bizantin a Bisericii mari.